# Bouzov
Bouzov (in tedesco Busau) è un comune della Repubblica Ceca facente parte del distretto di Olomouc, nella regione di Olomouc.

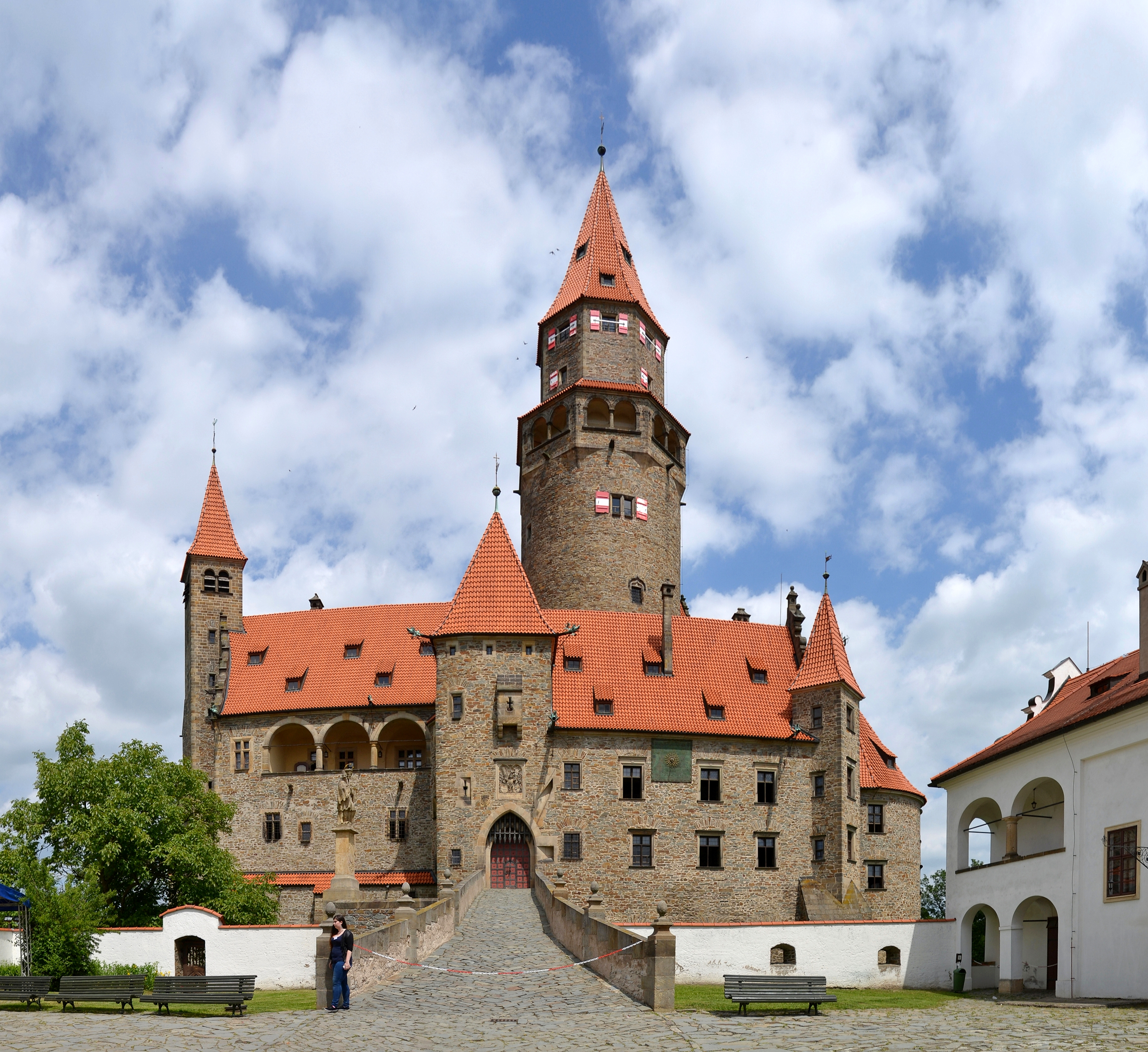
Ingresso al castello

## Il castello di Bouzov
Castel Bouzov è una fortezza dell'inizio del XIV secolo, probabile luogo di nascita del re Giorgio di Poděbrady.  Dal 1696 è di proprietà dell'Ordine dei Cavalieri Teutonici.
Negli anni 1895-1910 è stato ricostruito in stile romantico come sede estiva dell'arciduca Eugenio d'Asburgo-Teschen, Gran Maestro dell'Ordine.  Esemplare unico dell'architettura romantica, a partire dal 1945 è divenuta fortezza di Stato.
Nel castello si sono tenute gran parte delle riprese della serie tv Fantaghirò.